# Spanilé jízdy
Spanilé jízdy, v dobové terminologii rejsy, byla velká loupežívá tažení husitů za hranice Českého království. Tyto výpravy se stávaly součástí nové taktiky husitských uskupení zhruba od poloviny 20. let 15. století, plně pak od roku 1427, a spojovaly v sobě vojenský, ekonomický, politický i propagační zřetel. Nejčastějšími cíli spanilých jízd byly vedlejší země Koruny české (Morava, Slezsko, obojí Lužice), německé části Říše (Rakousy, Bavorsko, Sasko) a také Polsko, území Řádu německých rytířů a Horní Uhry. Výpravy plnily několik funkcí:
- vojenské: zasahovaly husitské nepřátele na jejich vlastních územích,
- ekonomické: zajišťovaly kořist i finance, které byly nutné k vydržování stálých polních vojsk a pomáhaly mírnit projevy závažných hospodářských potíží českých zemí, ničených dlouhými válkami,
- konsolidační: vyjadřovaly úsilí husitů získat pro čtyři artikuly pražské všechny korunní země a obnovit tak integritu českého soustátí (to se ovšem nepodařilo, výsledek byl zcela opačný)[2][3],
- náboženské: napomáhaly šíření husitských myšlenek tím, že husité seznamovali místní obyvatelstvo se svým programem (to byl ostatně hlásaný cíl rejs, to se ovšem nepodařilo, výsledek byl zcela opačný).[2][3][4]

Aby si husité tyto vpády do zahraničí usnadnili, zakládali v okolních zemích (na území dnešního Slovenska, na Moravě i ve Slezsku) své opěrné body. Vrcholné období spanilých jízd spadá především do let 1427–1433. Předními husitskými veliteli byli v té době kněz Prokop Holý a Jan Čapek ze Sán.

## Výpravy

### Pozadí
Poté, co se husitům podařilo odrazit vpád vojsk první a druhé křížové výpravy, se výrazně upevnila jejich moc v Čechách. Zemi v podstatě ovládly husitské svazy, které získaly nad českými katolíky výraznou převahu a postupně přešly do ofenzívy.

### Výpravy husitů v letech 1423–1427

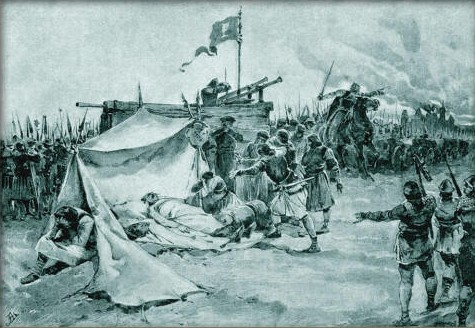
Smrt Jana Žižky před obleženou Přibyslaví 11. října 1424

První vážnější výpravou českých husitů mimo území Čech se stalo tažení pražanů a orebitů na Moravu v červnu a červenci roku 1423. Husité vedení Bedřichem ze Strážnice a Divišem Bořkem z Miletínka rozprášili vojsko olomouckého biskupa Jana XII. Železného a opavského vévody Přemysla a ovládli řadu měst na střední Moravě.
Jan Žižka z Trocnova v několika bitvách porazil a sjednotil rozhádané husitské frakce, načež bylo 14. září 1424 v Praze dojednáno velké společné tažení na Moravu proti Albrechtu Habsburskému. 11. října, na samém počátku výpravy, však zemřel přední husitský hejtman Jan Žižka před obleženou Přibyslaví. Po mrtvém veliteli převzali vedení výpravy Jan Hvězda z Vícemilic, Bohuslav ze Švamberka a Zikmund Korybutovič. Husité se do konce listopadu zmocnili několika měst, pevností a klášterů na západní Moravě, načež se vrátili zpátky do Čech.
O rok později se táboři a sirotci vypravili na tažení do Rakous. Při obléhání Retzu byl smrtelně raněn husitský velitel Bohuslav ze Švamberka, který zemřel po převozu do Moravského Krumlova. Do čela táborského svazu se po jeho smrti dostal kněz Prokop Holý.
Na jaře roku 1426 je husity při výpravě na jižní Moravu dobyta Břeclav a řada dalších měst.

### Vrcholné období spanilých jízd v letech 1427–1433

#### 1427

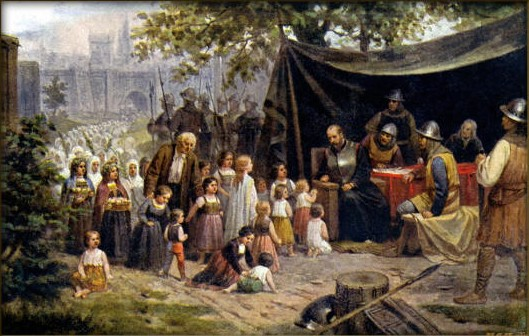
Husité před Naumburgem v roce 1430

Na jaře roku 1427 se táborité a sirotci pod vedením Prokopa Holého vypravují na tažení do Dolních Rakous. 14. března pak porážejí v bitvě u Zwettlu armádu rakouského vévody Albrechta Habsburského. Toto vítězství předznamenalo období vrcholné moci polních vojsk.
V květnu roku 1427 se táboři se sirotky vydali do Slezska a Horní Lužice. Nezaznamenali většího úspěchu, pouze vypálili několik klášterů.

#### 1428
Na počátku roku 1428 vyrazili na společnou výpravu táboři se sirotky, pražany a moravskými husity. Do čela této spanilé jízdy se opět postavil Prokop Holý. Kališníci zamířili z Moravy nejprve na jih, načež jim do rukou padl Uherský Brod. Výprava směřovala dál na jih až k Prešpurku (dnešní Bratislavě), načež se prudce obrátila zpět na sever a kolem Trnavy se vrátila zpátky k Uherskému Brodu. Tento zastírací manévr zcela zmátl slezská města, která nyní nebyla na husity připravená. Výprava vpadla Moravskou branou do Slezska a začala obsazovat jedno město za druhým. Husitům padly do rukou mimo jiné Ostrava, Osoblaha nebo Horní Hlohov. Výprava stanula před samotnou Vratislaví, avšak od obléhání raději upustila, načež se s obrovskou kořistí vrátila přes Kladsko zpátky do Čech.
V létě toho roku se navíc sirotci vydali do Horní Falce a táboři operující na jižní Moravě pronikli až k Vídni.

#### 1429–1430
Na přelomu let 1429 a 1430 se uskutečnila další velká spanilá jízda spojených husitských vojsk vedených Prokopem Holým. Husité překročili Krušné hory a zamířili podél toku Labe skrz Sasko k Lipsku. Před Lipskem na výpravu čekalo německé vojsko, avšak potom, co se část Němců obrátila na útěk, k bitvě vůbec nedošlo. Poté se kališníci rozdělili a v pěti proudech zamířili na jih, přičemž každá skupina samostatně drancovala a dobývala německá města. Vypráví se, že město Naumburg bylo ušetřeno, neboť se Prokopu Holému zželelo zástupu naumburských dětí, které byly do husitského tábora vyslány jako vyjednavači. Výprava se opět spojila až před Plavnem, jehož se poté husité násilím zmocnili. Prokop Holý se svými muži směřoval dál na jih do Bavorska směrem k Norimberku.
Strach z husitů a zprávy o vypálené zemi vedly kurfiřta Fridricha Hohenzollerna, který byl zástupcem Zikmunda Lucemburského v Říši, k podepsání příměří. Dohoda byla dojednána na hradě Böheimstein v polovině února. Bavorský vévoda a město Norimberk slíbili zaplatit kališníkům tučné výkupné a husitští kněží měli mít navíc možnost veřejného slyšení v Norimberku. Pro tvrdý odpor papeže však město tuto dohodu nedodrželo. Po uzavření příměří se výprava vrátila s bohatou kořistí kolem Chebu zpátky do Čech.
Z března roku 1430 pochází latinský dopis, jehož autorství je přisuzováno Janě z Arku, která v něm označuje husitské učení za „bezbožné a nedovolené pověry“, odsuzuje husitské plenění a vraždění a vyhrožuje možností osobního zákroku.
V létě se táboři s Prokopem Holým vydali do Slezska na pomoc tamějším městům s husitskými posádkami, zatímco sirotci operovali na jižní Moravě. Sirotčí vojsko utrpělo porážku u Podivína.

#### 1431–1433
V říjnu roku 1431 byli táboři na spanilé jízdě do Rakous tvrdě poraženi u Kirchbergu.
Na podzim se sirotci vedeni Janem Čapkem ze Sán spolu s tábory Prokopa Holého vypravili na tažení do Horních Uher. Přes Uherský Brod pronikli k Váhu. Plenění zajistilo husitům bohatou kořist, avšak pro neshody při jejím dělení se výprava rozdělila. Táboři zamířili domů, zatímco sirotci zůstali nadále nedaleko Váhu. Na podzim je zde však zaskočila uherská armáda a drtivá porážka tak pro sirotky znamenala strašný konec celého tažení. Sirotci na útěku ztratili celou doposud získanou kořist a navíc přišli o dvě třetiny svých bojovníků.
Na jaře roku 1432 došlo k několika dalším výpravám. Husité se při těchto spanilých jízdách zmocnili Trnavy, Žiliny, Skalice a několika dalších opěrných bodů v Horních Uhrách. Kališníci navíc pronikli do Slezska, Horní Lužice a Braniborska.
Na jaře roku 1433 pokračovali husité v expanzi na území dnešního Slovenska. Do jejich rukou padl mimo jiné Kežmarok.

#### Tažení k Baltu

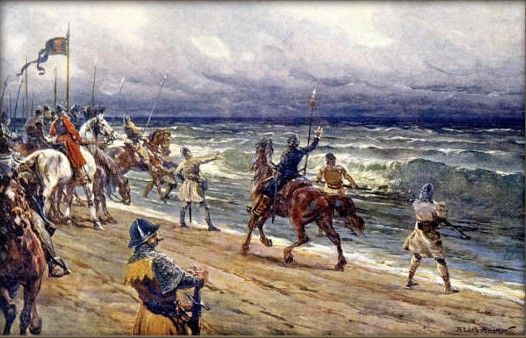
Sirotci u Baltského moře v létě roku 1433

Tato výprava se stala pravděpodobně nejznámější a vůbec nejproslulejší husitskou spanilou jízdou. V roce 1432 byla v polských Pabianicích uzavřena dohoda mezi sirotky a Poláky. Kališníci se ve smlouvě zavázali poskytnout Polsku vojenskou pomoc proti Řádu německých rytířů. Kromě slíbeného žoldu si husitští velitelé chtěli navíc zajistit polské spojenectví. Sirotci pod vedením svého hejtmana Jana Čapka ze Sán se spolu se svými polskými spojenci po mnoha bojích dostali až k městu Gdaňsk (Danzig) na pobřeží Baltského moře. Jelikož za spojenými vojsky zůstávala vypleněná země, dobytá a vypálená města, byli zástupci Řádu donuceni podepsat 13. září 1433 příměří. Tažení tak skončilo velkým úspěchem, polský král vyplatil sirotkům slíbený žold a velitele jejich vojska bohatě odměnil (husité si jako dar od polského krále přivedli domů mimo jiné velblouda). Sirotčí vojsko se konečně obrátilo na dlouhou cestu k domovu a po návratu do Čech se ihned zapojilo do obléhání katolické Plzně. Toto tažení inspirovalo Svatopluka Čecha k napsání básně Husita na Baltu.

## Důsledky

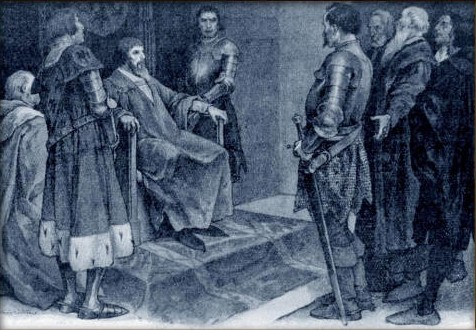
Zikmund Lucemburský při jednání s husity v Chebu v roce 1431

Po mnoha úspěšných husitských spanilých jízdách a čtyřech poražených křížových výpravách se tábor nepřátel rozhodl přikročit k vyjednávání s husity, kteří byli pozváni na jednání církevního koncilu do švýcarské Basileje. Spanilé jízdy demonstrovaly velkou mocenskou sílu husitů a polních vojsk, zároveň však byly dokladem počínající krize. Z obstarávání bohaté kořisti a z vybírání vysokého výkupného a výpalného, kterými husitští politikové podmiňovali zastavení vojenských akcí, se od konce 20. let 15. století stala promyšleně uplatňovaná taktika. Získané finance a zboží sice skutečně pomáhaly sanovat hospodářství v husitských regionech, vyčerpaných válečnými výdaji, měly ale parazitní charakter – husité si potřebné produkty i peníze brali (drancovali a kradli) za hranicemi Čech a Moravy, aniž by za ně poskytovali jakoukoli protihodnotu. Ve skutečnosti však tento postup české hospodářství nestimuloval, nýbrž naopak přispěl k jeho stagnaci a postupnému rozvratu.